# فهرست قنات‌های شهرستان نطنز
جدول زیر بر اساس آمار وزارت جهاد کشاورزیتهیه شده‌است. فهرست زیر قنات‌های شهرستان نطنز در استان اصفهان را نشان می‌دهد.
| نام قنات | موقعیت                       | نزدیک‌ترین روستا | طول قنات (متر) | تعداد میله چاه | عمق مادر چاه | دبی (لیتر بر ثانیه) | سطح زیر کشت (هکتار) |
| -------- | ---------------------------- | --------------- | -------------- | -------------- | ------------ | ------------------- | ------------------- |
| نامعلوم  | بخشی نامعلوم در شهرستان نطنز | نامعلوم         | ۰              | ۰              | ۰            | ۰                   | ۰                   |